# Todiramphus nigrocyaneus
Todiramphus nigrocyaneus е вид птица от семейство Alcedinidae.

## Разпространение
Разпространен е в Индонезия и Папуа-Нова Гвинея.